# NGC 1742
NGC 1742 — звезда в созвездии Орион.
Этот объект входит в число перечисленных в оригинальной редакции «Нового общего каталога».
Координаты, указанные Боллом, астрономом, открывшим звезду, помещают объект на расстояние 60" от NGC 1740, что хорошо идентифицирует NGC 1742. Однако Джон Дрейер в Новом общем каталоге в качестве ориентира для измерения координат звезды использовал координаты NGC 1740, указанные Джоном Гершелем, которые отличаются от реальных на 15", следовательно, и координаты NGC 1742 в NGC отличаются на 15".